# HMS Seahorse (98S)
«Сіхорс» (98S) (англ. HMS Seahorse (98S) — військовий корабель, підводний човен першої партії типу «S» Королівського військово-морського флоту Великої Британії часів Другої світової війни.

## Історія створення
Підводний човен «Сіхорс» був закладений 14 вересня 1931 року на верфі компанії Chatham Dockyard у Чатемі. 15 листопада 1932 року він був спущений на воду, а 2 жовтня 1933 року увійшов до складу Королівських ВМС Великої Британії.

## Історія служби
Човен брав активну участь у бойових діях на морі в Другій світовій війні.
23 серпня 1939 року, напередодні початку Другої світової війни, 2-га британська флотилія підводних човнів у складі «Сіхорс», «Старфіш», «Старжен», «Сордфіш», «Сперфіш», «Стерлет», «Сівулф», «Окслі», «Тріумф», «Тритон», «Тісл» і «Санфіш» вирушили на свою військову базу в Данді, а британська 6-та флотилія підводних човнів «Андін», «Юніті», «Урсула», «L26», «L27» і «H32» передислокувалися до Блайта. 24 серпня Британське адміралтейство відправило п'ять підводних човнів 2-ї флотилії на позиції патрулювання між Шетландськими островами та Обрестадом, щоб перешкодити ймовірному прориву німецьких рейдерів; але вони вже пройшли лінію перехоплення й вийшли на визначені позиції.
У перші дні Другої світової війни «Сіхорс» проводив патрулювання на південний захід від Ставангера, Норвегія. Повернувшись до порту після першого і безрезультатного патрулювання, британський літак помилково атакував підводний човен. Після ремонту він вийшов у другий бойовий похід. 13 вересня 1939 року виявив німецький підводний човен U-36 і атакував його, однак британські торпеди не влучили в ціль. Під час свого наступного патрулювання «Сіхорс» атакував ще один німецький підводний човен U-21, але він занурився під воду ще до запуску торпед. 18 листопада «Сіхорс» помітив два німецькі кораблі, ймовірно есмінці Z21 «Вільгельм Гайдкамп» і Z19 «Герман Кунне», але не зміг зайняти позицію для атаки. 26 грудня «Сіхорс» вирушив у свій шостий і останній бойовий похід до Гельголандської бухти, і по завершенню на базу не повернувся.
Як з'ясувалося після війни, 7 січня 1940 року «Сіхорс» був виявлений німецькими кораблями та затоплений з усім екіпажем у результаті атаки тральщиків M-122 та M-132 поблизу Гельголанда.